# Bernhard Leopold
Bernhard Leopold (* 28. September 1879 in Halle an der Saale; † 17. September 1962 in West-Berlin) war Bergassessor und ein deutscher Politiker (DNVP). Er war von 1920 bis 1932 Mitglied des Reichstages der Weimarer Republik.

Bernhard Leopold

## Leben
Bernhard Leopold arbeitete im Bergbau und studierte danach in München und Berlin, am 10. Oktober 1902 absolvierte er seine Bergreferendarprüfung. Er wurde anschließend noch bis 1908 in Saarbrücken, in Westfalen, Oberschlesien, Oberkirchen und in Halle praktisch ausgebildet und schließlich am 31. Oktober 1908 zum Bergassessor ernannt. Er war zunächst beim Oberbergamt von Halle tätig, bis er 1909 Direktionshilfsarbeiter einer Zeitzer Paraffin- und Salonölfabrik wurde. Ab 1911 war er Prokurist dieser Firma.
Im Jahr 1912 wurde er Vorsitzender des Bergwerksvereins in Halle und Aufsichtsratsmitglied mehrerer Siedlungsgesellschaften. Im Ersten Weltkrieg nahm er von 1914 an teil, bis er 1916 verwundet zurückkehrte. Er wurde 1920 erstmals im Wahlkreis 11 (Merseburg) in den Reichstag der Weimarer Republik gewählt, dem er bis zum Ende der vierten Legislaturperiode 1930 angehörte. Während der Zeit des Nationalsozialismus wurde Leopold inhaftiert. Nach Ende des Zweiten Weltkrieges war er ab 1945 Bezirksverordneter in Berlin-Zehlendorf und war 1956/57 Vorsitzender des örtlichen CDU-Kreisverbandes.